# Jægersborg Vandtårn
Jægersborg Vandtårn er opført i 1955 efter tegninger af Edvard Thomsen. I 1980'erne indrette man et fritidshjem nederst i tårnet og i 2006 indrettede arkitekten Dorte Mandrup 36 ungdomsboliger under den eksisterende vandtank.